# أرتم لوبوف
أرتم لوبوف (بالروسية: Артём Лобов؛ مواليد 11 أغسطس 1986) هو مُقاتل فنون قتالية مختلطة روسي سابق.

## وصلات خارجية
- أرتم لوبوف على موقع بوكس ريك (الإنجليزية) (registration required)
- أرتم لوبوف على موقع يو إف سي (الإنجليزية)
- أرتم لوبوف على موقع شيردوغ (الإنجليزية)
- أرتم لوبوف على موقع Tapology.com (الإنجليزية)
- أرتم لوبوف على موقع IMDb (الإنجليزية)